# Lista de patriarcas de Alexandria

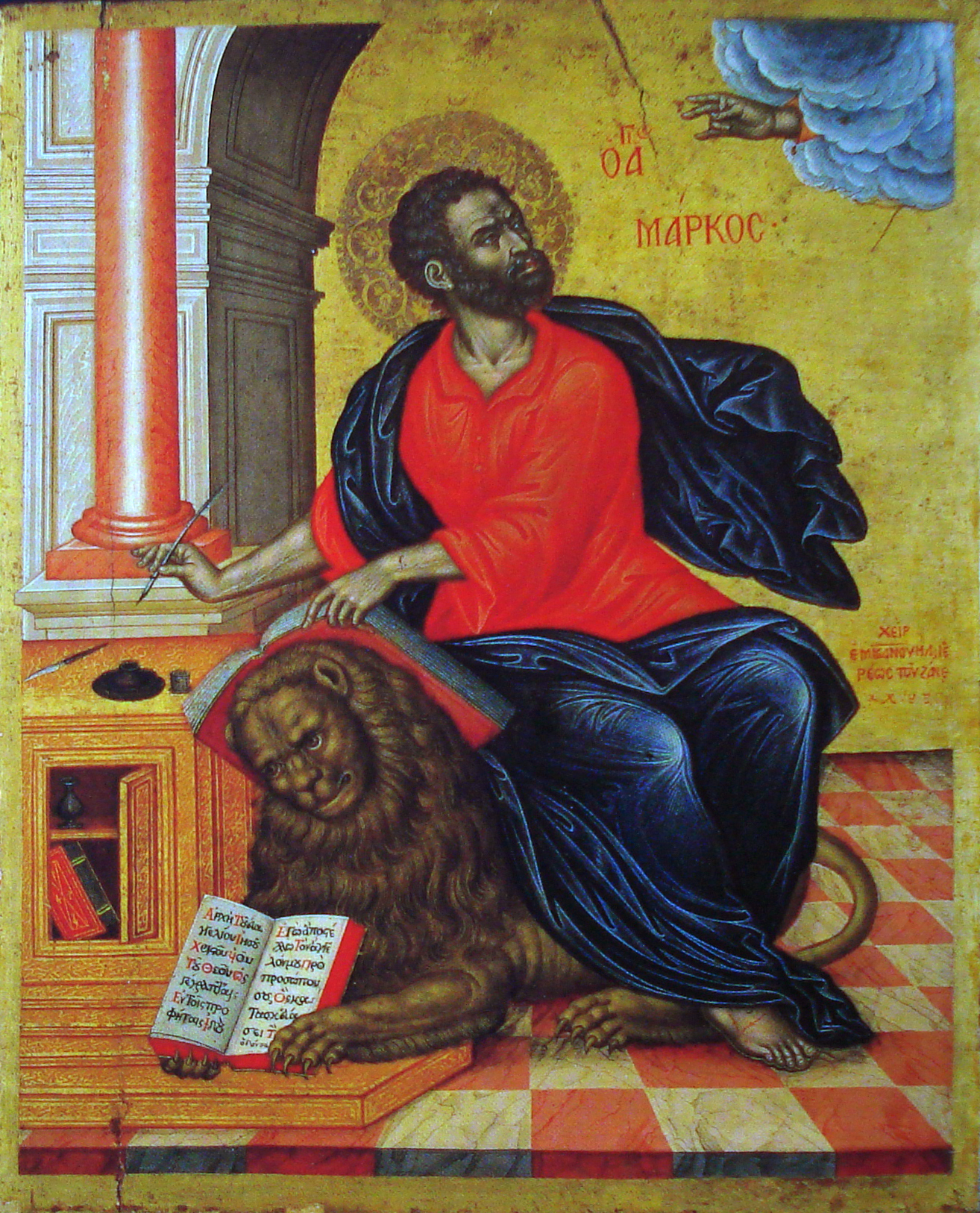
São Marcos, o primeiro Patriarca e Papa de Alexandria

O bispo ou Patriarca de Alexandria é o mais alto cargo episcopal no Egito e existe separadamente tanto na Igreja Ortodoxa Copta quanto na Igreja Ortodoxa Grega. Os patriarcas conseguem traçar a sua sucessão até o apóstolo Marcos.
Porém, a sucessão é compartilhada por ambas as igrejas até 451, quando a Igreja Ortodoxa Copta de Alexandria e a Igreja Ortodoxa Grega de Alexandria iniciaram o cisma que culminaria na separação total a partir de 536, quando Teodósio I foi rechaçado pelos gregos.

## Líderes da Igreja de Alexandria até o Concílio de Calcedônia, em 451
Os primeiros anos da Igreja de Alexandria foram marcados pela consolidação na cidade, marcada principalmente pela fundação da Escola Catequética de Alexandria, por onde passariam muitos dos maiores teólogos da antiguidade. No século III, a situação se complicaria com as diversas perseguições aos cristãos promovidas pelos imperadores romanos. Diversas discussões surgiram sobre como deveria ser o tratamento dos cristãos (clérigos e leigos) que cediam às pressões para preservar a vida, dando origem às crises de Novaciano e de Melécio de Licópolis.
Com a conversão de Constantino I, a controvérsia ariana tomou o papel central na vida dos patriarcas, com sucessivas deposições de acordo com o imperador reinante e as intrigas locais. A grande figura deste período foi Santo Atanásio, que lutou contra os arianos por mais de quarenta anos. A questão só seria resolvida definitivamente no segundo concílio ecumênico, em Constantinopla, em 381 Com isso,
Com o fim da crise, os patriarcas se dedicaram a consolidar o cristianismo na cidade e acabaram por destruir alguns dos maiores tesouros da cidade. Foi nesta época que se destruiu o Serapeu (que incluía uma parte da famosa Biblioteca de Alexandria) e o mitreu (mithraeum), e também que os cristãos passaram de perseguidos a perseguidores, com o linchamento de Hipátia e as gangues de monges que aterrorizavam a cidade, expulsando judeus, novacianos e origenistas.
Com a eleição de Dióscoro, iniciou-se a crise que acabaria cindindo a Igreja de Alexandria: a disputa entre o Miafisismo e o credo de Calcedônia (diofisista).

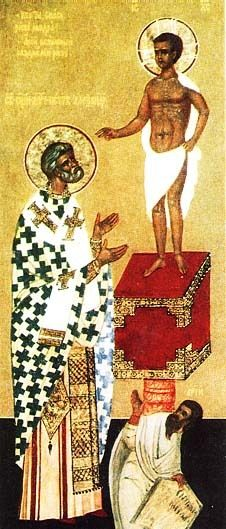
São Pedro de Alexandria

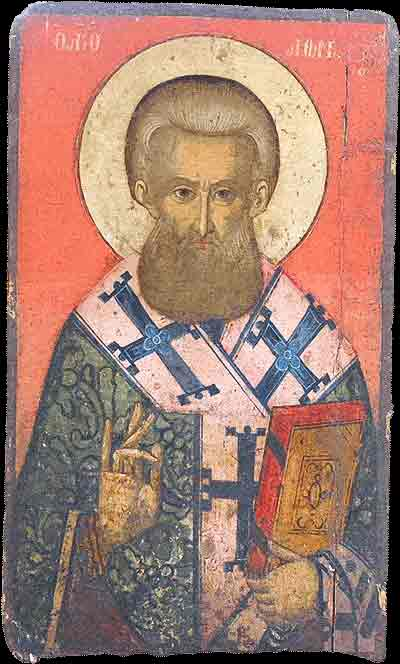
Santo Atanásio

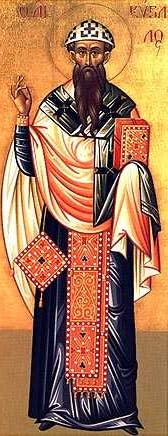
São Cirilo

| Número                           | Nome                      | Período | Observações | Ref.                               |
| -------------------------------- | ------------------------- | ------- | --- | ---------------------------------- |
| Bispos de Alexandria             |                           |         | |                                    |
| 01                               | Marcos I Evangelista      | 43-68   | Fundou a Igreja de Alexandria, cuja sucessão até os dias de hoje é alegada por diversas diferentes denominações (veja Patriarca de Alexandria), mas principalmente pela Igreja Ortodoxa Copta. Aspectos da liturgia copta podem referenciados ao próprio São Marcos. Ele então se tornou o primeiro bispo de Alexandria e tem a honra de ser também o fundador do Cristianismo na África. Tradições coptas posteriores dizem que ele foi martirizado em 68 | [ 1 ] [ 2 ]                        |
| 02                               | Aniano                    | 68-82   | Ele foi ordenado como o sucessor de São Marcos e foi também o primeiro convertido para o Cristianismo na região | [ 3 ]                              |
| 03                               | Abílio                    | 83-95   | Ele ascendeu ao trono durante o reinado do imperador Domiciano. Nas "Constituições Apostólicas" (viii.4) está dito que ele (Avílio) foi o segundo bispo de Alexandria e que ele foi ordenado por São Lucas. | [ 4 ] [ 5 ]                        |
| 04                               | Kedron                    | 96-106  | Ele foi uma das pessoas batizadas diretamente por Marcos em Alexandria e foi martirizado. | [ 6 ]                              |
| 05                               | Primo                     | 106-118 | Também foi batizado por São Marcos e tem ainda a distinção de ter sido um dos três presbíteros ordenados por ele. | [ 7 ]                              |
| 06                               | Justo                     | 118-129 | Primeiro reitor da Escola Catequética de Alexandria. | [ 8 ]                              |
| 07                               | Eumênio                   | 131-141 | Segundo reitor da Escola Catequética de Alexandria. | [ 9 ]                              |
| 08                               | Marciano                  | 142-152 | Gnosticismo cristão desenvolveu-se na região, especialmente com Basílides. | [ 10 ]                             |
| 09                               | Celádio                   | 152-166 | Reinado sem eventos de destaque. | [ 11 ]                             |
| 10                               | Santo Agripino            | 167-178 | Asceta, não tinha posses. | [ 12 ]                             |
| 11                               | Juliano                   | 178-189 | Após sua ascensão ao Patriarcado, os pagãos da cidade não permitiram mais que os bispos saíssem da cidade de Alexandria, mas Juliano costumava sair em segrego para ordenar presbíteros por toda região. | [ 13 ]                             |
| Arcebispos de Alexandria         |                           |         | |                                    |
| 12                               | São Demétrio              | 189-232 | Amigo de Orígenes no início de sua vida, se tornou um grande adversário dele mais tarde. Convocou um concílio e acusou-o de praticar a auto-castração, exilou-o do Egito (província romana) e anulou sua ordenação. | [ 14 ] [ 15 ]                      |
| 13                               | Santo Héraclas            | 232-248 | Primeiro Patriarca de Alexandria a ser chamado de "Papa" | [ 16 ]                             |
| 14                               | São Dionísio              | 248-264 | Apoiou o Papa Cornélio durante o cisma novaciano, a respeito do tratamento a ser dado aos cristãos que conseguiram escapar da perseguição promovida pelo imperador Décio. Escreveu uma famosa resposta para Novaciano quando ele o escreveu pedindo apoio. Desfeito o cisma, novamente se envolveu em controvérsia, desta vez sobre a necessidade de rebatizar os cristãos que tinham sido batizados por heréticos. | [ 17 ]                             |
| 15                               | Máximo                    | 265-282 | Participou ativamente do Concílio de Antioquia (264-69) que expulsou Paulo de Samósata do Egito. | [ 18 ]                             |
| 16                               | São Teonas                | 282-300 | Mártir. | [ 19 ]                             |
| 17                               | São Pedro I de Alexandria | 300-311 | Mártir na Perseguição de Diocleciano. Convocou o Concílio de Alexandria (306) para depor Melécio de Licópolis, protagonista de um cisma à volta de divergências no tratamento a ser dado para os lapsi durante a perseguição. Enquanto Pedro era favorável a recebê-los novamente, Melécio era inflexível e acabou deposto por Pedro. | [ 20 ] [ 21 ]                      |
| 18                               | Aquila                    | 312-313 | Foi reitor da Escola Catequética de Alexandria e era tido em grande estima por suas obras sobre a filosofia grega e a teologia. | [ 22 ]                             |
| 19                               | Alexandre I               | 313-326 | Convocou o Concílio de Alexandria (321) para condenar as doutrinas de Ário, dando início ao que seria mais de meio século da controvérsia ariana. Durante o seu reinado ocorreu também o Primeiro Concílio de Niceia (325), que acabou por resolver algumas das questões polêmicas que tomavam a atenção de Alexandre. O concílio permitiu-lhe decidir a data da Páscoa, questionada pelos quartodecimanos, seguidores da antiga tradição judaica. Além disso, o concílio readmitiu Melécio de Licópolis, resolvendo o cisma que durava já desde Pedro I. Por fim, foram confirmados os anátemas contra Ário. | [ 23 ]                             |
| 20                               | Santo Atanásio            | 328-373 | Doutor da Igreja e Grande Hierarca. Foi um ardoroso combatente do arianismo, convocando e presidindo diversos concílios em Alexandria para tratar do assunto (350, 362, 363 e 370). Por conta desta controvérsia, foi deposto e retornou diversas vezes. Escreveu diversas obras sobre teologia e, principalmente, polêmicas contra as heresias de seu tempo. Foi contestado por: - Gregório da Capadócia (339-346) Deposto. - Jorge I de Alexandria (357-361). Ariano. - Lúcio de Alexandria (361-361). Ariano.                                                                                              | [ 24 ] [ 25 ] [ 26 ]               |
| 21                               | Pedro II                  | 373-380 | Deposto pelo prefeito da cidade, foi reinstalado na posição com a ajuda do Papa Dâmaso I. Foi contestado por: - Lúcio de Alexandria (373-378). Ariano. | [ 27 ]                             |
| 22                               | Timóteo I                 | 380-385 | Combateu o arianismo e participou do Segundo Concílio Ecumênico, em Constantinopla. | [ 28 ]                             |
| Patriarcas / Papas de Alexandria |                           |         | |                                    |
| 23                               | Teófilo I                 | 385-412 | Combateu fervorosamente os cultos pagãos de Alexandria. É responsável pela destruição do Serapeu e do mitreu da cidade. Combateu também o origenismo na controvérsia dos "Grandes Irmãos" no Concílio de Alexandria (400). Presidiu o Concílio do Carvalho, que derrubou João Crisóstomo. | [ 29 ] [ 30 ]                      |
| 24                               | São Cirilo                | 412-444 | Doutor da Igreja. Cristão fervoroso, lutou contra diversas comunidades religiosas de Alexandria. Tomou todos os templos novacianos da cidade e foi o responsável pela expulsão da comunidade judaica. Seu grupo de seguidores, formado principalmente por monges, atacou o prefeito de Alexandria (Orestes) e o feriu, e também capturou e linchou a filósofa Hipátia. Em 431, Cirilo presidiu o Primeiro Concílio de Éfeso, que condenou Nestório, iniciando a controvérsia nestoriana. | [ 31 ] [ 32 ] [ 33 ] [ 34 ] [ 35 ] |
| 25*                              | Dióscoro I                | 444-451 | Miafisista. Presidiu o polêmico Segundo Concílio de Éfeso, que reabilitou a doutrina monofisista de Eutiques, de quem era amigo. Ele foi condenado e deposto no Concílio de Calcedônia, decisão que provocou novo cisma na Igreja, separando a Igreja Ortodoxa Copta - que ainda hoje o considera santo - das demais igrejas calcedônias. | [ 36 ] [ 37 ] [ 38 ]               |

## Período intermediário (até 567)

Cruz Ortodoxa Copta

Ilustração do monofisismo, ensinamento de Eutiques

Neste período, ainda que conturbado pelas consequências do cisma calcedônio, ainda houve diversos patriarcas que foram reconhecidos pelos dois ramos que derivaram do cisma: a Igreja Ortodoxa Grega de Alexandria, calcedônia, e a Igreja Ortodoxa Copta, miafisista, ainda que em períodos diferentes em cada uma. Após Teodósio, as listas sucessórias se separaram por completo, algo que perdura até os dias de hoje. Todos os patriarcas indicados abaixo são miafisistas, com o pretendente calcedônio indicado no texto quando houver.
| Número                           | Nome             | Período         | Observações | Ref.                 |
| -------------------------------- | ---------------- | --------------- | --- | -------------------- |
| Patriarcas / Papas de Alexandria |                  |                 | |                      |
| 25*                              | Dióscoro I       | 451-454         | Presidiu o polêmico Segundo Concílio de Éfeso, que reabilitou a doutrina monofisista de Eutiques, de quem era amigo. Ele foi condenado e deposto no Concílio de Calcedônia, decisão que provocou novo cisma na Igreja, separando a Igreja Ortodoxa Copta - que ainda hoje o considera santo - das demais igrejas calcedônias. Entre 451 e 457, ele teve como adversário Protério de Alexandria, que hoje é reconhecido como patriarca apenas pelos gregos ortodoxos.                                                                                   | [ 36 ] [ 37 ] [ 38 ] |
| 26                               | Timóteo II Eluro | 454–477 457-460 | Dito Eluro ("Fuinha"). Disputou o cargo com o calcedônio Protério até que este foi assassinado por incitação sua. Exilado novamente em 460, disputou novamente o cargo com outro calcedônio, Timóteo Salofaciol. Retornou finalmente a Alexandria em 475 e reinou ali até morrer. | [ 39 ] [ 40 ]        |
| 27                               | Pedro III Mongo  | 477–490 482-490 | Dito Mongo ("Gago"). Quase que imediatamente após ter sido eleito, foi expulso e disputou o cargo com Timóteo Salofaciol, que já tinha sido patriarca antes no período de Timóteo Eluro. Quando Salofaciol morreu, seu sucessor, João Talaia foi empossado pelo imperador e logo expulso por não aceitar a reconciliação com os ortodoxos orientais por meio do Henótico. O imperador acabou finalmente por aceitar Mongo como legítimo Patriarca. | [ 40 ] [ 41 ] [ 42 ] |
| 28                               | Atanásio II      | 490–496         | Com a morte de Mongo em 490, um período de calmaria se seguiu com a eleição seguida de diversos patriarcas monofisistas. | [ 43 ] [ 44 ]        |
| 29                               | João I (II)      | 496–505         | Chamado de "João II" pela Igreja Ortodoxa Grega, que reconhece João Talaia como "João I". Foi o primeiro Patriarca escolhido entre os monges do deserto da Nítria. | [ 45 ] [ 46 ]        |
| 30                               | João II (III)    | 505–516         | Como no caso do seu antecessor, é reconhecido por nomes diferentes nas duas subdivisões da Igreja de Alexandria por conta do reconhecimento de João Talaia como "João I" pela Igreja Ortodoxa Grega. Também como seu antecessor, foi monge. | [ 47 ] [ 48 ]        |
| 31                               | Dióscoro II      | 516–517         | miafisista. Reinou por apenas um ano, período no qual manteve constante contato com Severo de Antioquia, o campeão do miafisismo em Antioquia. | [ 49 ] [ 50 ]        |
| 32                               | Timóteo III (IV) | 517–535         | Conhecido como Timóteo IV pela Igreja Ortodoxa Grega, que reconhece Timóteo Salofaciol como "Timóteo III". | [ 51 ] [ 52 ]        |
| 33                               | Teodósio I       | 535–536 535-567 | Foi o último patriarca a ser reconhecido por os gregos e coptas em Alexandria. Exilado logo depois de eleito por conta de uma intriga com o imperador Justiniano I, tentou voltar por diversas vezes com o apoio da imperatriz Teodora, sem sucesso. Disputou o cargo com Gainas por um ano e, com Paulo I, indicado pelo imperador após mais uma fracassada tentativa de atrair Teodósio para a fé calcedônia. Viveu 28 anos exilado no Alto Egito, sendo reconhecido pelos coptas até a sua morte. O cisma resultante permanece até os dias de hoje. | [ 53 ] [ 54 ]        |

Quando Teodósio foi deposto e partiu para o exílio, ele continuou líder grupo miafisista da Igreja no Egito, que o considera um santo e confessor. Já o indicado calcedônio, Paulo I, era um homem violento e passou a perseguir violentamente os miafisistas em Alexandria, fechando igrejas e expulsando os fieis, o que só exacerbou as diferenças entre as igrejas e eliminou a possibilidade de reconciliação.
Como Teodósio viveu ainda muitos anos exilado, as duas linhas sucessórias se separaram completamente a partir daí. Para a sucessão posterior em ambas, veja:
- Lista dos papas da Igreja Ortodoxa Copta
- Lista de patriarcas de Alexandria da Igreja Ortodoxa Grega.